# بروتوكول قائم على التنافس
البروتوكول القائم على التنافس (CBP) هو بروتوكول اتصالات لتشغيل معدات الاتصالات اللاسلكية التي تسمح للعديد من المستخدمين باستخدام نفس القناة الراديوية دون تنسيق مسبق. يعد إجراء التشغيل «الاستماع قبل الحديث» في IEEE 802.11 هو البروتوكول القائم على أساس التنافس الأكثر شهرة.
تعرف المادة 90.7 من الجزء 90 من قواعد لجنة الاتصالات الفيدرالية بالولايات المتحدة (CBP) على أنها:
بروتوكول يمنح للمستخدمين حق المشاركة في نفس الطيف عن طريق تحديد الأحداث التي يجب أن تحدث عندما يحاول المتصلان أو أكثر الوصول في الوقت نفسه إلى القناة عينها وإنشاء قواعد يوفر بها المتصل فرصًا معقولة لمُرسلات أخرى لبدءالعمل. قد يتكون هذا البروتوكول من إجراءات لبدء عمليات إرسال جديدة، وإجراءات لتحديد حالة القناة (متوفرة أو غير متوفرة) ، وإجراءات لإدارة عمليات إعادة الإرسال في حالة وجود قناة غير متوفرة.
تمت إضافة هذا التعريف كجزء من قواعد خدمات النطاق العريض اللاسلكي في النطاق MHz 3600-3650.